# ブロードバンドタワー
株式会社ブロードバンドタワー（英: BroadBand Tower, Inc.）（以下BBTowerと略す）は、データセンター事業、ブロードバンド配信事業を主な事業とする企業である。本社を東京都千代田区に置く。

## 概要
1999年、インターネット総合研究所とアジアグローバルクロッシング（米グローバルクロッシング、マイクロソフト、ソフトバンクの合弁企業）の出資により、グローバルセンター・ジャパンとして設立された。現在はインターネット総合研究所の持分法適用関連会社である。
主な事業としてデータセンター事業、クラウドサービス事業、そしてDELL Technologies社のストレージ製品「PowerScale」の販売代理店事業を展開している。
データセンター事業では、東京都内に4つ、大阪市内で1つのデータセンターを運営している。また、2026年秋には北海道石狩市に石狩再エネデータセンターを開設する予定である。
クラウドサービス事業では、企業向けにクラウドソリューションを提供し、デジタルトランスフォーメーション（DX）の支援を行うとともに、再生可能エネルギーを活用した環境負荷軽減の取組も進めている。
ストレージ製品の販売代理店事業では、「PowerScale」を活用したデータ管理ソリューションの提供に加え、ランサムウェア対策ソフト「Superna Eyeglass」を販売している。

## 沿革
- 2000年（平成12年）
  - 2月9日 - 東京都港区虎ノ門にグローバルセンター・ジャパン株式会社として設立。
  - 7月 - 第1サイト（千代田区）オープン
- 2001年（平成13年）5月 - 本社を新宿区西新宿へ移転
- 2002年（平成14年）
  - 3月 - 第三者割当増資により、株式会社インターネット総合研究所の子会社となる。
  - 4月 - 株式会社ブロードバンドタワーに社名変更。
- 2003年（平成15年）6月 - 本社を中央区日本橋本石町へ移転。
- 2004年（平成16年）第2サイト（品川区）オープン
- 2005年（平成17年）
  - 8月 - 大証ヘラクレス（現・ジャスダック）に上場
  - 9月 - 第3サイト（目黒区）オープン
  - 10月 - 株式会社ビービーエフを設立。
  - 11月 - 本社を港区赤坂へ移転。インターネット総合研究所が株式の一部を売却し、同社の持分法適用関連会社となる。
- 2006年（平成18年）- アイシロン・システムズ（現・DELL Technologies社）製品「Isilon/PowerScale」販売代理店契約締結、販売開始
- 2007年（平成19年）
  - 1月 - マネージドホスティングサービス「FlexHosting（フレックスホスティング）」（現・c9 Flexシリーズ）の提供開始
  - 6月 - 西梅田サイト（大阪市福島区）オープン
- 2012年（平成24年）9月 - 本社を千代田区内幸町へ移転。
- 2013年（平成25年）- Amazon Web Services Partner Network（APN）加入
- 2014年（平成26年）- クラウドセキュリティ認証制度「STAR認証」を国内企業として初の取得
- 2015年（平成27年）
  - 4月 - 第5サイト（江東区）オープン
  - 6月 - Scality社製品「Scality RING」の販売代理店契約締結、販売開始

- 2017年（平成29年）
  - 10月 - ジャパンケーブルキャストを連結子会社化[2]。
  - 12月 - 東京都千代田区内幸町二丁目1番6号　日比谷パークフロントに本社を移転
- 2018年（平成30年）9月 - 新大手町サイト（千代田区）オープン
- 2020年（令和2年）11月 - アット東京とのデータセンター間接続（DCIサービス）による両社連携サービスの提供開始
- 2021年（令和3年）9月 - データセンターで実質再生可能エネルギーの利用を開始 ～RE100準拠のトラッキング付FIT非化石証書を活用～
- 2022年（令和4年）
  - 5月 - Isilon/PowerScale用ランサムウェア対策ソリューション（カナダSuperna社「Eyeglass」）取り扱い開始
  - 6月 - 閉域網接続サービスを拡充「dc.connect NeX」サービスを提供開始
- 2023年（令和5年）
  - 4月 - 「c9 Flexサービス Nシリーズ」を提供開始
  - 11月 - HEROZ、 AI/IoT・デジタルインフラ分野で業務提携
- 2024年（令和6年）
  - 6月 - 「石狩再エネデータセンター」事業を本格始動
  - 11月 - クラウドサービス「c9 Flex」が「ISO/IEC 27017」認証を取得

## 事業内容

### データセンター
- 関東
  - 第1サイト（千代田区）
  - 第3サイト（目黒区）- GPU Ready（GPU対応 DC)
  - 第5サイト（江東区）　- GPU Ready（GPU対応 DC)
  - 新大手町サイト（千代田区）　- GPU Ready（GPU対応 DC)
- 関西
  - 西梅田サイト（大阪市福島区）
- 北海道
  - 石狩再エネデータセンター（北海道石狩市） - GPU Ready（GPU対応DC）、2026年秋オープン予定

### ネットワーク
- インターネット - 730Gbps
- dc.connect NeX - パブリッククラウドとのシームレスな接続を可能にする、専用線接続サービス。
- DCIサービス - 1Gbpsから広帯域の100Gbpsまでのデータセンター間接続サービス
- NIサービス

### クラウド
- 物理基盤
  - c9 Flex-D
- 仮想基盤
  - c9 Flex-V
  - c9 Flex-P
  - c9 Flex-N

### ストレージ
- Dell Technoligies
  - PowerScale
    - Superna Eyeglass（ランサムウェア対策ソリューション）
    - ALog ConVerter（アクセスログ管理ツール）
    - Datadobi StorageMAP（非構造化データ管理ツール）

  - Unity
  - PowerProtect DP4400
- Scality
  - Scality RING

### セキュリティー
- マネージドWAF
- 脆弱性対策
- マルウェア対策
- バックアップ

### MSP監視運用サービス
- Monitoring Service Plus